# Càrn Eige
Càrn Eige, a veces escrito como Càrn Eighe (en gaélico escocés significa "Colina de lima" o "Colina de muesca", y se pronuncia [kʰaːrˠn ˈekʲə]), es la montaña más alta en Escocia septentrional (al norte del Great Glen) en el Reino Unido. Se encuentra en la council area de las Tierras Altas, en el límite entre las committee areas de Inverness y Ross and Cromarty, sobre lo que anteriormente eran tierras del Clan Chisholm.
Esta montaña se encuentra a más de 10 km de la carretera principal más cercana, aunque hay un albergue juvenil en Glen Affric que está más cerca. En términos de altura relativa, es la segunda montaña más alta de las islas británicas, tras el Ben Nevis.